# دراسة توأمية

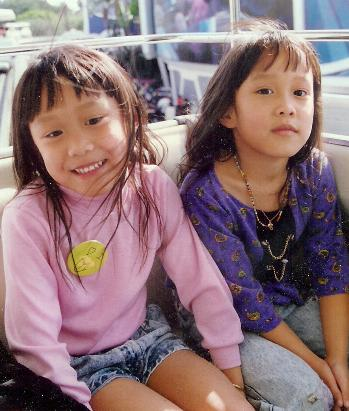

تُعد دراسات التوائم من الدراسات التي تُجرى على التوائم المتطابقين أو غير المتطابقين، وتهدف إلى كشف أهمية التأثيرات البيئية والوراثية في السمات والأنماط الظاهرية والاضطرابات. تُعتبر أبحاث التوائم أداة أساسية في علم الوراثة السلوكي وفي مجالات أخرى ذات صلة، مثل علم الأحياء وعلم النفس. تُعد دراسات التوائم جزءًا من المنهجية الأوسع المستخدمة في علم الوراثة السلوكي، والتي تعتمد على جميع البيانات ذات الدلالة الوراثية، مثل دراسات الأشقاء، ودراسات التبني، ودراسات الأنساب، وغيرها.
استُخدمت هذه الدراسات لتتبع سمات تتراوح من السلوك الشخصي إلى مظاهر أمراض نفسية حادة مثل الفصام.
يُعد التوائم مصدرًا ثمينًا للملاحظة والدراسة، حيث يتيحون تحليل تأثير البيئة وتفاوت التركيب الجيني. فالتوائم «المتطابقون» أو أحاديو الزيجوت (MZ) يشتركون في نحو 100% من جيناتهم، ما يعني أن معظم الفروقات بين التوأمين (مثل الطول أو الاستعداد للملل أو الذكاء أو الاكتئاب وغير ذلك) تُعزى إلى تجارب بيئية مرّ بها أحد التوأمين دون الآخر. أما التوائم «غير المتطابقين» أو ثنائيو الزيجوت (DZ) فيشتركون في نحو 50% فقط من جيناتهم، تمامًا كأي أشقاء آخرين.
يشترك التوائم أيضًا في العديد من الجوانب البيئية (مثل البيئة الرحمية وأساليب التربية والتعليم والوضع الاقتصادي والثقافة والمجتمع) نظرًا لأنهم يولدون في نفس الأسرة. أما وجود سمة جينية أو ظاهرية لدى أحد التوأمين المتطابقين دون الآخر (ويُعرف هذا بالاختلاف أو «عدم التوافق») فيوفّر نافذة قوية لدراسة تأثير البيئة على تلك السمة. كما تُعد دراسات التوائم مفيدة في توضيح أهمية البيئة الفريدة (الخاصة بأحد التوأمين دون الآخر) عند دراسة السمات السلوكية أو البيولوجية. تنشأ هذه البيئة الفريدة من أحداث أو ظروف أثرت في أحد التوأمين فقط، مثل إصابة في الرأس أو عيب خلقي عند الولادة أصيب به أحدهما بينما بقي الآخر سليمًا.
يعتمد التصميم التقليدي لدراسة التوائم على مقارنة مدى التشابه بين التوائم المتطابقين (أحاديو الزيجوت) وغير المتطابقين (ثنائيو الزيجوت). فإذا كان التوأم المتطابق أكثر تشابهًا بدرجة كبيرة من التوأم غير المتطابق – كما هو الحال مع جميع السمات – فإن هذا يُشير إلى أن للجينات دورًا مهمًا في تحديد تلك السمات. من خلال مقارنة مئات العائلات التي لديها توائم، يستطيع الباحثون فهم تأثير الجينات، والبيئة المشتركة، والبيئة الفريدة في تشكيل السلوك.
استنتجت الدراسات الحديثة للتوائم إلى أن جميع السمات المدروسة تتأثر جزئيًا بالاختلافات الجينية، مع تفاوت تأثير هذه الجينات بحسب السمة: فبعض الخصائص تُظهر تأثيرًا جينيًا قويًا (مثل الطول)، وأخرى تظهر تأثيرًا متوسطًا (مثل سمات الشخصية)، وبعض السمات تتمتع بوراثة أكثر تعقيدًا، حيث تتأثر جوانب مختلفة منها بجينات مختلفة – كما هو الحال في اضطراب التوحد.

## نظرة تاريخية
كانت التوائم محط اهتمام العلماء منذ الحضارات القديمة، بما في ذلك الطبيب اليوناني القديم أبقراط (في القرن الخامس قبل الميلاد)، الذي عزى اختلاف الأمراض بين التوائم إلى اختلاف الظروف المادية، والفيلسوف الرواقي بوسيدونيوس (في القرن الأول قبل الميلاد)، الذي فسّر أوجه الشبه بين التوائم بظروف فلكية مشتركة.
يُقال إن الملك غوستاف الثالث، ملك السويد، كان أول من أجرى دراسة طبية باستخدام توائم متطابقين. فقد كان والده، أدولف فريدريك، من المعارضين للمشروبات المنبهة مثل الشاي والقهوة، وقد وقّع في عام 1757 مرسومًا يُعرف بـ«مرسوم إساءة واستهلاك الشاي والقهوة». تأثر كل من غوستاف الثالث ووالده بشكل كبير برسالة طبية كتبها طبيب فرنسي عام 1715 حذرت من مخاطر ما عُرف لاحقًا بالكافيين الموجود في الشاي والقهوة. بعد أن اعتلى العرش عام 1771، أصبح الملك عازمًا على إقناع شعبه بأن الشاي والقهوة ضاران بالصحة. ولهذا الغرض، عرض على توأمين محكوم عليهما بالإعدام – بعد إدانتهما بجريمة قتل – تخفيف الحكم عنهما إذا وافقا على المشاركة في تجربة سريرية بدائية. وافق الرجلان، وقضيا بقية حياتهما في السجن وفقًا لشروط الملك، حيث كان مطلوبًا من أحد التوأمين شرب ثلاثة أباريق من القهوة يوميًا، ومن الآخر ثلاثة أباريق من الشاي. توفي توأم الشاي أولًا عن عمر يناهز 83 عامًا، بعد وفاة الملك نفسه الذي اغتيل عام 1792. أما توأم القهوة، فغير معروف عمر وفاته، إذ توفي الأطباء الذين كلّفهم الملك بالإشراف على الدراسة قبل وفاته. رُفع الحظر عن الشاي والقهوة في السويد عام 1823.
في العصر الحديث، يُعد استخدام فرانسيس غالتون للتوائم من أوائل المحاولات المنهجية لدراسة تأثير الجينات والبيئة على التطور والسلوك البشري. لكن غالتون لم يكن مدركًا للفرق بين التوائم المتطابقين وغير المتطابقين، وهو ما استمر في أوائل الدراسات، بما في ذلك أول دراسة باستخدام اختبارات نفسية أُجريت عام 1905 على يد إدوارد ثورندايك، حيث استخدم خمسين زوجًا من التوائم.

قدّم ثورندايك في دراسته فرضية أن تأثير الأسرة يقل مع تقدم العمر. قارنت دراسته بين أزواج توائم في أعمار 9–10 و13–14 عامًا، وأشقاء عاديين وُلدوا بفارق سنوات قليلة. لكنه أخطأ في استنتاجه بأن نوعًا واحدًا فقط من التوائم هو الموجود، وهو خطأ كرّره لاحقًا رونالد فيشر عام 1919، الذي ناقش أن الغلبة العددية للتوائم من نفس الجنس تمثل معضلة لم تُفسّر بعد.
أما أول من فرّق بدقة بين نوعي التوائم فكان عالم الوراثة الألماني هيرمان فيرنر زيمنز عام 1924، حيث قدّم أسلوب التشخيص بالتشابه متعدد الأعراض (polysymptomatic similarity diagnosis)، والذي مكّنه من تجاوز الخطأ الذي وقع فيه فيشر، وأصبح هذا النهج أداة رئيسية في أبحاث التوائم قبل ظهور الوسائل الجزيئية.
استخدم فيلهلم وينبرغ وزملاؤه في عام 1910 التمييز بين التوائم المتطابقين وغير المتطابقين لحساب معدلات كل نوع استنادًا إلى نسب التوائم من نفس الجنس ومن الجنسين في مجموعة من الولادات. قاموا بتقسيم التغاير بين الأقارب إلى عناصر وراثية وبيئية، وهو ما مهد الطريق للأعمال اللاحقة لكل من فيشر ورايت، بما في ذلك أثر السيادة الوراثية في تشابه الأقارب، وبداية الدراسات الكلاسيكية على التوائم.
في دراسة حديثة أُجريت من قبل داريك أنتيل وإيفا تاتشانوسكي، وُجد أن «التوائم الذين أظهروا أكبر تباين في مظاهر الشيخوخة الظاهرة، كانوا أيضًا الأكثر اختلافًا في أنماط الحياة والعادات الشخصية»، وخلصت الدراسة إلى أن «التأثيرات الجينية على الشيخوخة قد تكون مبالغًا في تقديرها، وأن أنماط الحياة تلعب دورًا أكثر أهمية في مظاهر الشيخوخة الجسدية».

## اقرأ أيضاً
- علم الوراثة